# Ensete
Ensete es uno de los tres géneros de la familia Musaceae comprende siete especies de origen africano y algunas asiáticas. De apariencia de platanera.

## Historia
Al género Ensete lo describió por primera vez Paul (o Paulo o Paulus) Fedorowitsch Horaninow (o Horaninov) (1796 - 1865) en su Prodromus Monographiae Scitaminarum de 1862 en el que creaba una sola especie, Ensete edule. Sin embargo, este género no recibió público reconocimiento hasta 1947 cuando fue redescubierto por E. E. Cheesman en el primero de una serie de papeles en el Kew Bulletin dentro de la clasificación de las bananas.

## Hábitat
Este es un género de las regiones tropicales de África algunas en Asia. Cultivada en jardines de regiones tropicales y subtropicales. Está situada en la familia de las bananeras (familia Musaceae).

## Descripción
Las especies del género Ensete tienen la apariencia externa de las plataneras, pero a diferencia de ellas, carecen de rizoma, perpetuándose por medio de las semillas. Son especies monocárpicas, es decir, que una vez han producido las semillas mueren. Poseen tres sépalos, tres pétalos y 5-6 estambres con anteras lineales. El fruto es una cápsula leñosa dehiscente que contiene numerosas semillas. Ensete, con siete especies predominantemente africanas.

## Usos
Cultivada como planta ornamental en jardines de regiones tropicales y subtropicales.
 
Es muy importante como raíz comestible en Etiopía, sobre todo, la pulpa del ensete, que sirve para la producción de kocho, el pan tradicional Gurege( Pueblo que habita a unos 150 km al suroeste de Addis Abeba capital de Etiopía, en las regiones Gurage, Kambaata y Hadiyya).

## Especies de Ensete Africanas
- Ensete gilletii
- Ensete homblei
- Ensete oregonense
- Ensete perrieri endémica de Madagascar pero parecida a la asiática E. glaucum
- Ensete ventricosum "Maurellii"

## Especies asiáticas deEnsete
- Ensete glaucum Banana de nieve. De la India a Nueva Guinea.
- Ensete superbum India
- Ensete wilsonii Yunnan (China).